# Фунтиков, Александр Иосифович
Алекса́ндр Ио́сифович Фу́нтиков (1 декабря 1932 — 15 сентября 2020) — советский и российский физик, доктор физико-математических наук, профессор.

## Биография
Александр Иосифович Фунтиков родился 1 декабря 1932 года в городе Калинине (ныне — Тверь). Детство и юность провёл там же. В 1949 году поступил на физико-технический факультет Московского университета, позднее был переведён в образовывавшийся тогда Московский инженерно-физический институт (с 2009 года — Национальный исследовательский ядерный университет «МИФИ»).  Ещё будучи студентом 5 курса, был направлен в отдел Льва Владимировича Альтшулера на объект — предприятие п/я 975, с 1966 года — Всесоюзный научно-исследовательский институт экспериментальной физики, за которым долгое время держался адрес: Москва, Центр-300, затем Арзамас-75 и Арзамас-16 (ныне Саров) для прохождения преддипломной практики и написания диплома. Позже работал во ВНИИЭФ в качестве научного сотрудника, а затем и начальника отдела. В Арзамасе-16 защитил кандидатскую, а затем и докторскую диссертации. Участвовал в разработке советского ядерного оружия.
В 1986 г. переехал в Москву, где работал главным научным сотрудником Объединенного института высоких температур РАН.
Лауреат двух Государственных премий СССР (1969, 1982).
Умер 15 сентября 2020 года после тяжёлой болезни
Основная тематика исследований:
- Применение высокотемпературных керамик в качестве защитных барьеров
- Изучение теплофизических и механических свойств высокотемпературных керамик
- Изучение динамического сжатия пористых веществ

Жена — Зиновьева Алла Дмитриевна, дочь — Людмила.

## Некоторые публикации
1. Н. А. Попов, В. А. Щербаков, В. Н. Минеев, Р. М. Зайдель, А. И. Фунтиков «О термоядерном синтезе при взрыве сферического заряда (проблема газодинамического термоядерного синтеза)» УФН, 178:10 (2008), 1087—1094 .
2. В. Н. Минеев, А. И. Фунтиков «Об измерении вязкости расплавов металлов при высоких давлениях и расчетах вязкости применительно к ядру Земли» УФН, 174:7 (2004), 727—742
3. Л. В. Альтшулер, Р. Ф. Трунин, А. И. Фунтиков и др. «Развитие в России динамических методов исследований высоких давлений» 169 323—344 (1999)
4. А. И. Фунтиков «Взрывные лабораторные устройства для определения динамической сжимаемости пористых веществ в области давлений от 0,1 до 1 ТПа» 167 1119—1120 (1997)
5. Н. Н. Калиткин, Л. В. Кузьмина, А. И. Фунтиков «Главные ударные адиабаты 10 металлов» Матем. моделирование, 14:10 (2002), 27-42
6. В. А. Гальбурт, М. Ф. Иванов, В. Н. Минеев, В. Е. Фортов, А. И. Фунтиков, С. В. Утюжников, А. В. Шутов «Воздействие взрыва водорода на защитную оболочку реакторного зала АЭС» Матем. моделирование, 14:1 (2002), 73-86
7. Л. В. Альтшулер, Р. Ф. Трунин, В. Д. Урлин, В. Е. Фортов, А. И. Фунтиков Развитие в России динамических методов исследований высоких давлений УФН, 169:3 (1999), 323—344